# Cedicus bucculentus
Cedicus bucculentus är en spindelart som beskrevs av Simon 1889. Cedicus bucculentus ingår i släktet Cedicus och familjen vattenspindlar. Inga underarter finns listade i Catalogue of Life.